# Fudbalski Klub Sarajevo
O FK Sarajevo é um clube de futebol da Bósnia e Herzegovina, da cidade de Sarajevo. Foi fundado em 1946 e disputa a Premijer Liga.

## História
O FK Sarajevo foi fundado em 24 de outubro de 1946, como SD Torpedo, depois da fusão dos clubes FK Udarnik e OFK Sloboda. A primeira partida da equipe foi realizada em 3 de novembro de 1946. Un ano depois, o nome foi alterado para SD Metalaca Sarajevo e, em 1949, foi adotado a atual denominação. 
Em 1967, o FK Sarajevo tornou-se o primeiro clube bósnio a vencer o campeonato iugoslavo - competição dominada tradicionalmente por equipes sérvias e croatas. Em 1985, o clube conquistou seu segundo título iugoslavo.
Em 2007, a equipe conquistou seu primeiro título nacional reconhecido pela UEFA.

## Títulos
Internacionais
- FIFA Blue Stars/Youth Cup: 1988

Bósnia
- Premijer Liga (5): 1998-1999, 2006-2007, 2014-2015, 2018-2019, 2019-2020
- Copa Bósnia de Futebol (8): 1996-1997, 1997-1998, 2001-2002, 2004-2005, 2013-2014, 2018-2019, 2020-2021, 2024-2025

Iugoslávia
- Campeonato Iugoslavo de Futebol (2): 1966-1967, 1984-1985

## Elenco atual
Atualizado em 5 de julho de 2023.
Legenda
- : Capitão
- : Jogador suspenso
- : Jogador lesionado